# Courbe de Watt

Courbe de Watt avec les paramètres a = 2,1, b = 2,2 et c = 0,6

Courbe de Watt avec les paramètres a = 3,1, b = 1,1 et c = 3,0

Courbe de Watt avec paramètres a=1, b=, et c=1

En mathématiques, une courbe de Watt est une courbe algébrique plane tricirculaire de degré 6. Il est généré par deux cercles de rayon b avec des centres distants de 2a (pris, pour simplifier les calculs, comme étant à (± a, 0)). Un segment de droite de longueur 2c est attaché à un point sur chacun des cercles, et le point médian du segment de ligne décrit la courbe de Watt lorsque les cercles tournent partiellement d'avant en arrière ou complètement autour. Elle est née en lien avec les travaux pionniers de James Watt sur la machine à vapeur.
L'équation de la courbe peut être donnée en coordonnées polaires comme
{\displaystyle r^{2}=b^{2}-\left[a\sin \theta \pm {\sqrt {c^{2}-a^{2}\cos ^{2}\theta }}\right]^{2}.}

## Dérivation

### Coordonnées polaires
Alors
{\displaystyle a+b\mathrm {e} ^{\mathrm {i} \rho }=r\mathrm {e} ^{\mathrm {i} \theta }+c\mathrm {e} ^{\mathrm {i} \psi }.\,}
{\displaystyle -a+b\mathrm {e} ^{\mathrm {i} \lambda }=r\mathrm {e} ^{\mathrm {i} \theta }-c\mathrm {e} ^{\mathrm {i} \psi }\,}
En prenant la moyenne des deux équations, on obtient
{\displaystyle r\mathrm {e} ^{\mathrm {i} \theta }={\frac {b}{2}}(\mathrm {e} ^{\mathrm {i} \rho }+\mathrm {e} ^{\mathrm {i} \lambda })=b\cos \left({\frac {\rho -\lambda }{2}}\right)\mathrm {e} ^{\mathrm {i} {\tfrac {\rho +\lambda }{2}}}.}
La comparaison des rayons et des arguments donne
{\displaystyle r=b\cos \alpha ,\ \theta ={\tfrac {\rho +\lambda }{2}}\ {\mbox{avec}}\ \alpha ={\tfrac {\rho -\lambda }{2}}.}
De même, en faisant la différence des deux premières équations et en divisant par 2, on obtient
{\displaystyle c\mathrm {e} ^{\mathrm {i} \psi }-a={\tfrac {b}{2}}(\mathrm {e} ^{\mathrm {i} \rho }-\mathrm {e} ^{\mathrm {i} \lambda })=\mathrm {i} b\mathrm {e} ^{\mathrm {i} \theta }\sin \alpha }
On écrit
{\displaystyle a=a\cos \theta \ \mathrm {e} ^{\mathrm {i} \theta }-\mathrm {i} a\sin \theta \ \mathrm {e} ^{\mathrm {i} \theta }.\,}
L'équation polaire de la courbe peut être dérivée comme suit : en se plaçant dans le plan complexe, soit les centres des cercles en a et –a, et le segment de connexion a ses extrémités en −a + beiλ et a + beiρ. Soit l'angle d'inclinaison du segment ψ avec son milieu à reiθ. Les points finaux sont alors également donnés par reiθ ± ceiψ. En définissant des expressions pour les mêmes points égales entre elles, on obtient
{\displaystyle c\mathrm {e} ^{\mathrm {i} \psi }=\mathrm {i} b\sin \alpha \mathrm {e} ^{\mathrm {i} \theta }+a\cos \theta \ \mathrm {e} ^{\mathrm {i} \theta }-\mathrm {i} a\sin \theta \ \mathrm {e} ^{\mathrm {i} \theta }=(a\cos \theta \ +\mathrm {i} (b\sin \alpha -a\sin \theta ))\mathrm {e} ^{\mathrm {i} \theta },}
{\displaystyle c^{2}=a^{2}\cos ^{2}\theta +(b\sin \alpha -a\sin \theta )^{2},\,}
{\displaystyle b\sin \alpha =a\sin \theta \pm {\sqrt {c^{2}-a^{2}\cos ^{2}\theta }},\,}
{\displaystyle r^{2}=b^{2}\cos ^{2}\alpha =b^{2}-b^{2}\sin ^{2}\alpha =b^{2}-\left[a\sin \theta \pm {\sqrt {c^{2}-a^{2}\cos ^{2}\theta }}\right]^{2}.,\,}

### Coordonnées cartésiennes
En développant l'équation polaire, on obtient
{\displaystyle r^{2}=b^{2}-(a^{2}\sin ^{2}\theta \ +c^{2}-a^{2}\cos ^{2}\theta \pm 2a\sin \theta {\sqrt {c^{2}-a^{2}\cos ^{2}\theta }}),\,}
{\displaystyle r^{2}-a^{2}-b^{2}+c^{2}+2a^{2}\sin ^{2}\theta =\pm 2a\sin \theta {\sqrt {c^{2}-a^{2}\cos ^{2}\theta }}),\,}
{\displaystyle (r^{2}-a^{2}-b^{2}+c^{2})^{2}+4a^{2}(r^{2}-a^{2}-b^{2}+c^{2})\sin ^{2}\theta +4a^{4}\sin ^{4}\theta =4a^{2}\sin ^{2}\theta (c^{2}-a^{2}\cos ^{2}\theta ),\,}
{\displaystyle (r^{2}-a^{2}-b^{2}+c^{2})^{2}+4a^{2}(r^{2}-b^{2})\sin ^{2}\theta =0,\,}
{\displaystyle (x^{2}+y^{2})(x^{2}+y^{2}-a^{2}-b^{2}+c^{2})^{2}+4a^{2}y^{2}(x^{2}+y^{2}-b^{2})=0.\,}
{\displaystyle (x^{2}+y^{2})(x^{2}+y^{2}-d^{2})^{2}+4a^{2}y^{2}(x^{2}+y^{2}-b^{2})=0.\,}

## Forme de la courbe
La construction nécessite un quadrilatère de côtés 2a, b, 2c, b . Chaque côté doit être inférieur à la somme des côtés restants, de sorte que la courbe est vide (au moins dans le plan réel) sauf si a < b + c et c < b + a.
La courbe a un point d'intersection à l'origine s'il existe un triangle de côtés a, b et c . Compte tenu des conditions précédentes, cela signifie que la courbe passe par l'origine si et seulement si b < a + c . Si b = a + c alors deux branches de la courbe se rencontrent à l'origine avec une tangente verticale commune, ce qui en fait un point quadruple.
Dans le cas où b < a + c, la forme de la courbe est déterminée par la grandeur relative de b et d . Si d est imaginaire, c'est-à-dire si a 2 + b 2 < c 2, alors la courbe a la forme d'un huit. Si d est égal à 0, la courbe est un huit dont les deux branches ont une tangente horizontale commune à l'origine. Si 0 < d < b alors la courbe a deux points doubles supplémentaires à ± d et la courbe se croise à ces points. Dans ce cas, la forme générale de la courbe ressemble à celle d’un bretzel. Si d = b alors a = c et la courbe se décompose en un cercle de rayon b et une lemniscate de Booth, une courbe en forme de huit. Un cas particulier est a = c, b =√2 c qui produit la lemniscate de Bernoulli. Finalement, si d > b alors les points ± d sont toujours des solutions de l'équation cartésienne de la courbe, mais la courbe ne traverse pas ces points et ce sont des acnodes . La courbe a à nouveau une forme en huit, bien que la forme soit déformée si d est proche de b.
Étant donné b > a + c, la forme de la courbe est déterminée par les tailles relatives de a et c . Si a < c alors la courbe a la forme de deux boucles qui se croisent à ± d . Si a = c alors la courbe se décompose en un cercle de rayon b et un ovale de Booth. Si a > c, alors la courbe ne traverse pas du tout l'axe des x et se compose de deux ovales aplatis. 

## Mécanisme de Watt
Lorsque la courbe croise l'origine, l'origine est un point d'inflexion et a donc un contact d'ordre 3 avec une tangente. Cependant, si {\displaystyle a^{2}=b^{2}+c^{2}} ( ce qui est le cas si le triangle avec des côtés {\displaystyle a}, {\displaystyle b} et {\displaystyle c} est un triangle rectangle ) alors la tangente a un contact d'ordre 5 avec la tangente, en d'autres termes la courbe est une approximation proche d'une droite. C’est la base du mécanisme de Watt.